# 贵州地宝兰
贵州地宝兰（学名：Geodorum eulophioides）为兰科地宝兰属下的一个种。

## 扩展阅读
- 維基物種上的相關：贵州地宝兰